# Meunasah Dayah (Simpang Keramat)
Meunasah Dayah is een bestuurslaag in het regentschap Aceh Utara van de provincie Atjeh, Indonesië. Meunasah Dayah telt 865 inwoners (volkstelling 2010).